# Леміш (сільське господарство)

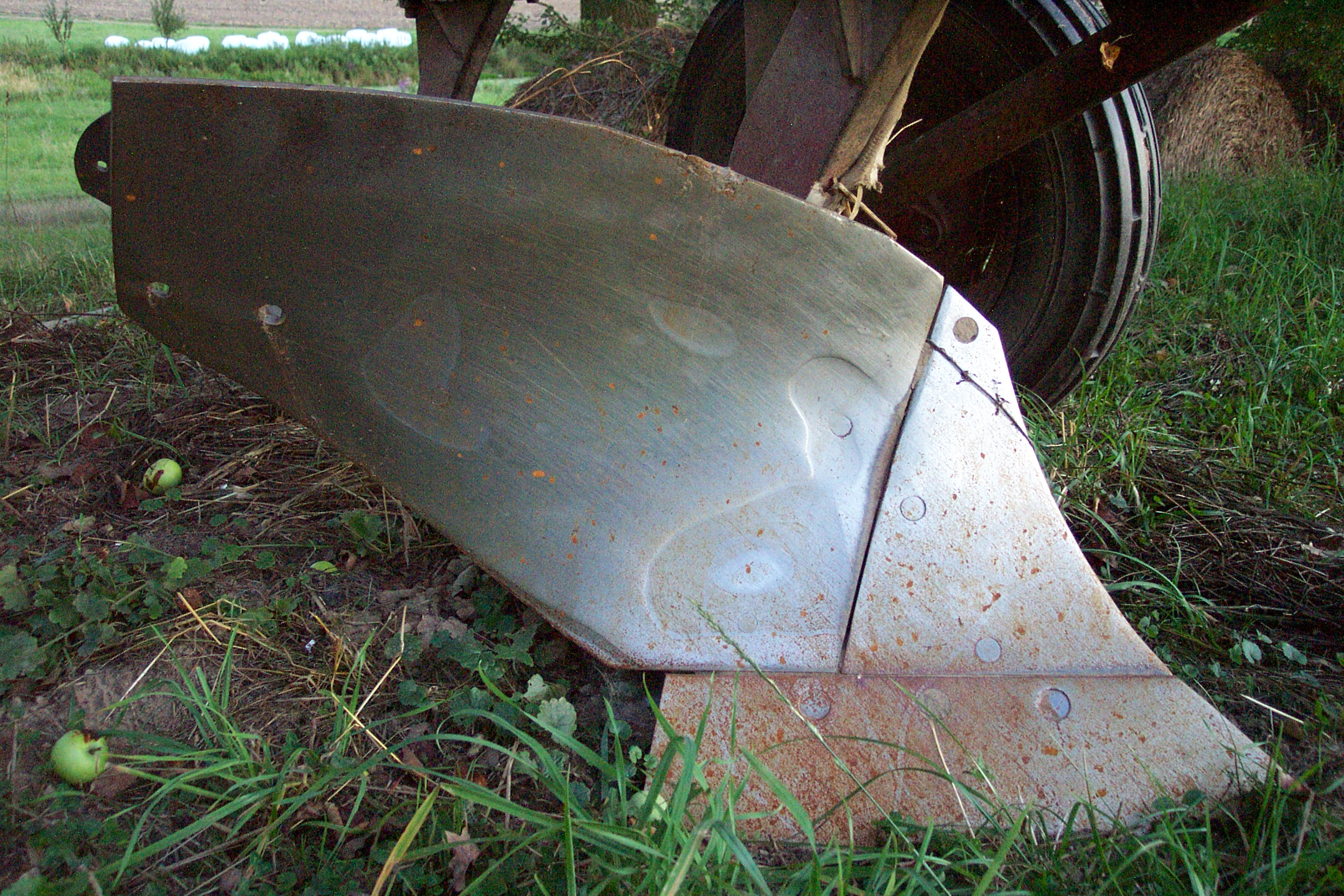
Леміш (справа унизу), з'єднаний з відвалом

Рисунок лемеша

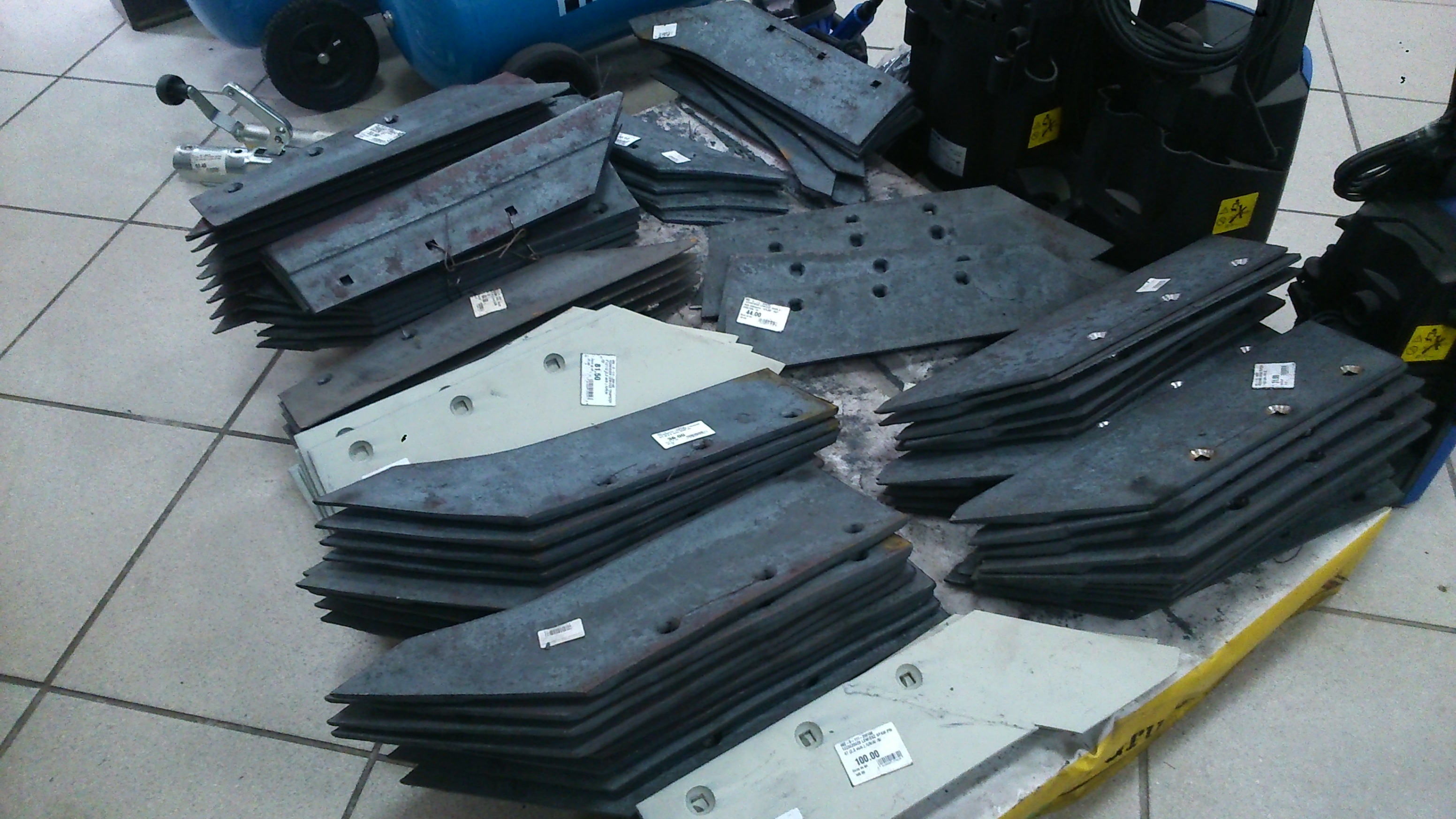
Лемеші в крамниці

Конструкція сучасного плуга: 1 — гряділь;, 2 — триточкове навішування; 3 — регулятор глибини; 4 — чересло; 5 — долото; 6 — леміш; 7 — полиця

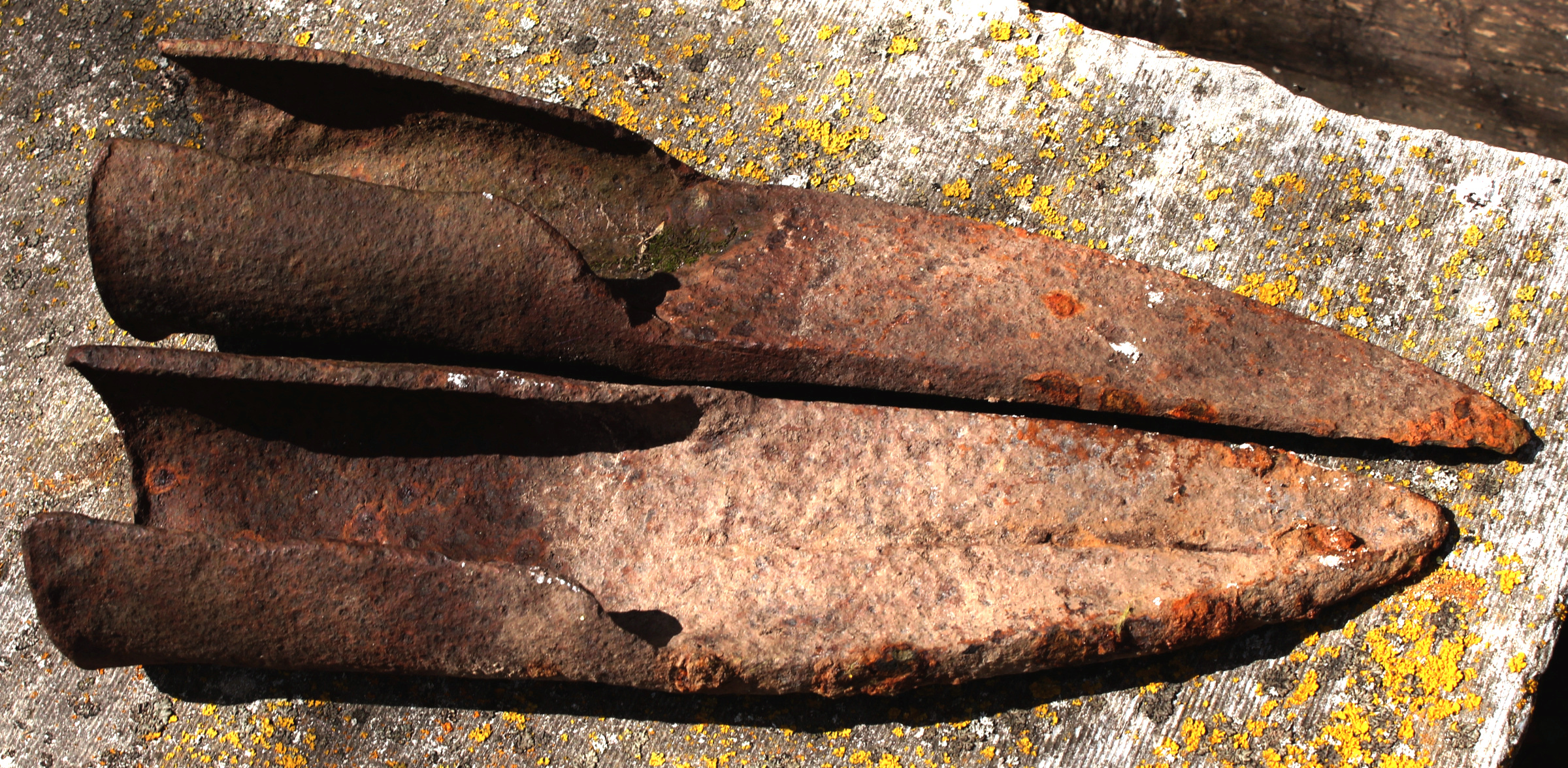
Лемеші сохи

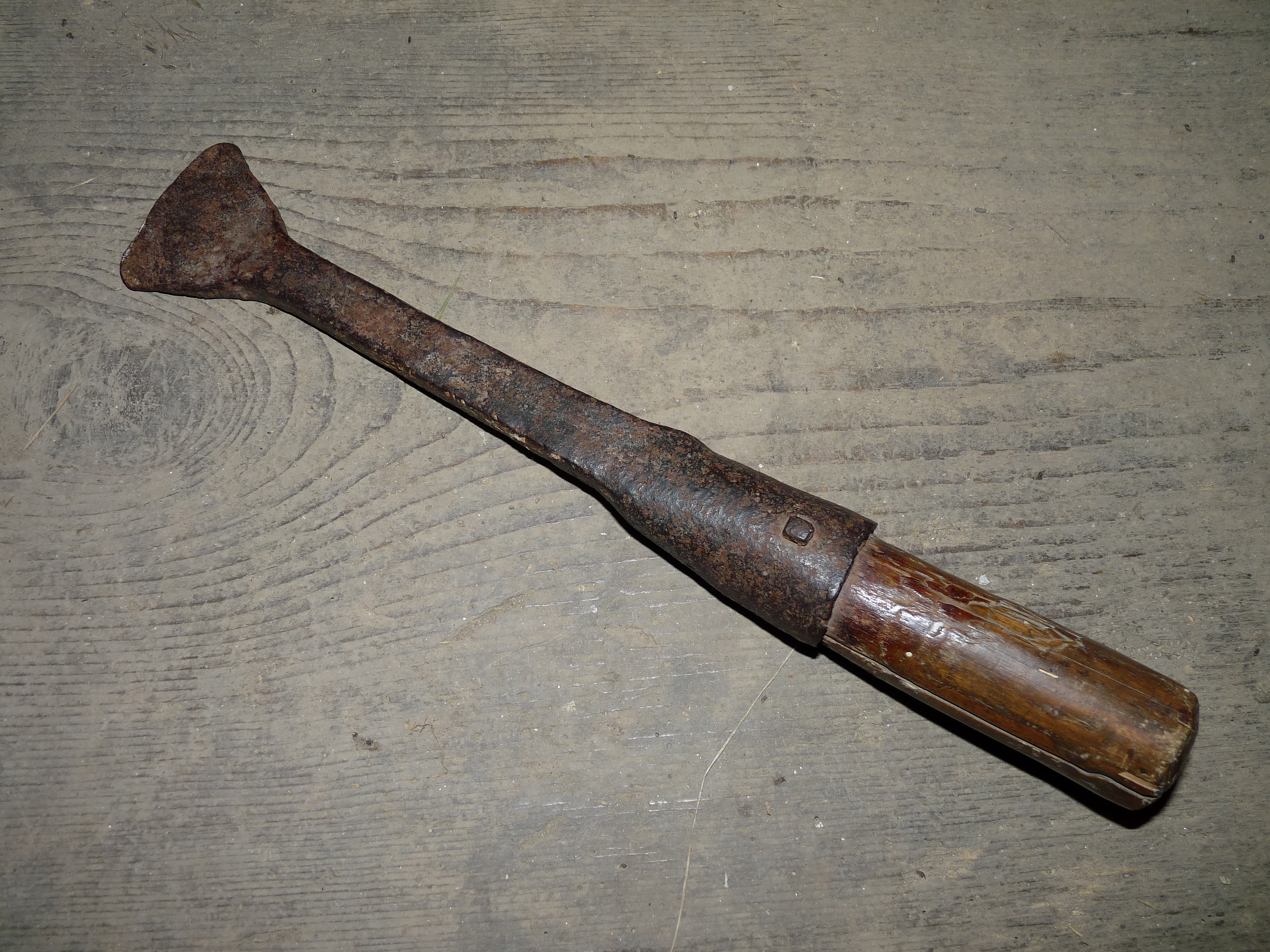
Істик. Розенауерів млин у громаді Вельке Гідчице, Чехія

Лемі́ш (від прасл. *lemešь/*lemežь, пов'язаного з *lomiti), рідше сошни́к (від «соха») — частина плуга, сохи або іншого землерийного знаряддя, що, у процесі орання землі, підрізує шар ґрунту знизу. Лемеші українського рала (знаряддя для розбиття грудок зораної землі) називалися нарольниками.

## Історія
Кам'яні лемеші трикутної форми знайдені в місцях поширення Мацзябанської культури в Китаї навколо озера Тайху, а датуються вони бл. 3500 р. до н. е. Також лемеші засвідчені при розкопках поселень культур Лянчжу і Мацяо, датованих приблизно тим самим періодом. За словами британського археолога Дейвіда Герріса, це вказує на розвиток інтенсивнішого рільництва на облаштованих, можливо захищених насипами полях, що стався на той час. Згідно з класифікацією Му Юнкана і Суна Чжаоліня, трикутний леміш міг існувати в багатьох варіантах і походити від лопат культур Хемуду і Лоцзяцзяо, а проміжним етапом був маленький плуг культури Сунцзе. У культурах, що слідували за культурою Лянчжу, вже застосовувалися плуги на тваринній тязі.
Про залізні сошники згадує Георг Агрікола в своїй роботі De Re Metallica (1556 р.).

## Будова
Леміш плуга має вигляд трапецієподібної чи дзьобоподібної пластини. У ньому виділяють такі елементи: дзьоб (носок), лезо і спинку. У розбірних лемешах дзьоб може бути відділюваним елементом. Для зміцнення дзьоба до нього можуть кріпитися польова щока чи долото.
Виробляється куваним чи литим із стійкої до стирання сталі. Зазвичай для нього використовують вуглецево-марганцеву сталь або т. зв. броньову сталь, що складається з трьох шарів — зовнішніх загартованих і середнього м'якого, завдяки чому сталь однаково опирається стиранню й деформації. З метою зменшення зношення лезо лемеша гартується на 3-4 см у ширину й принаймні 3 мм у глибину або покривається твердим металом (наприклад, хромом).
Леміш є складовою корпусу плуга, у конструкцію якого також входять відвал (полиця), польова дошка (полоз) і стійка. З відвалом він з'єднується болтами, разом з ним утворюючи робочу (лемішно-відвальну) поверхню плуга.
Розрізняють кілька типів лемешів:
- трапецієподібний (європейський)
- дзьобоподібний (американський)
- з польовою щокою
- з долотом[7]

### Будова нарольника
Леміш рала чи сохи («нарольник», «наральник») має форму трикутника чи вузької трапеції із загнутими краями в нижній частині. Утворена втулка слугувала для насадження нарольників на розсоху сохи чи кописть рала.

## Інше
- Для очищання лемеша і чересла від прилиплої землі використовують і́стик — інструмент, що складається з держака (істичи́льна) із залізним наконечником[8][9].
- Лемешем називається одна з кісток лицевої частини черепа, що отримала назву за схожість з елементом плуга.
- У північних районах Росії в традиційній архітектурі вживався різновид ґонту під назвою леміш, чиї пластинки теж нагадують формою леміш плуга[10][11].

## У культурі
- Відома приказка «Зробити з лемеша швайку» (або «звести з лемеша на швайку») — «досягти мізерних результатів»[1]. Вона відсилає до української казки «Коваль», де невмілий ремісник марно перевів пуд заліза[12].
- Плуг є одним зі символів мирної праці, але давньогрецькі міфи згадують героя Ехетла, що допомагав афінянам у Марафонській битві, бувши озброєним лемешем[13]. Саме його ім'я Ἔχετλος виводять від грец. εχέτλη («руків'я плуга»)[14].

## Геральдика

Герб Ердінга
Герб Тунау
Герб Лойни
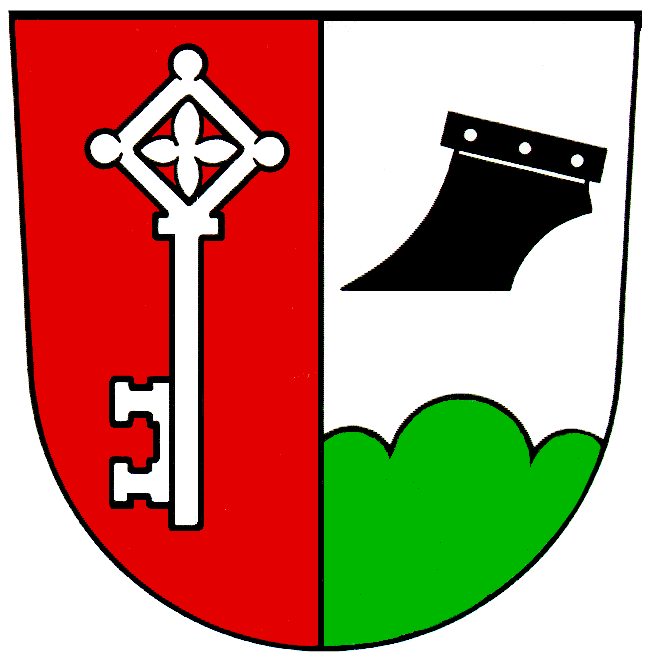
Герб Ерльбаха
Герб Нойлера
Герб архієпархії Цинциннаті